# 紀勢自動車道
紀勢自動車道（日语：／ Kisei jidōshadō */?）是指在三重縣區間起於三重縣多氣郡多氣町勢和多氣系統交流道，訖於同縣尾鷲市尾鷲北交流道；在和歌山縣區間起於和歌山縣田邊市南紀田邊交流道，訖於同縣西牟婁郡周參見町周參見南交流道的高速公路（高速自動車國道）。
略稱為紀勢道（日语：／ Kiseidō */?）。高速自動車國道名義上的法定路線名分别為近畿自動車道尾鷲多氣線（勢和多氣系統交流道 - 尾鷲北交流道間）以及近畿自動車道松原那智勝浦線（南紀田邊交流道 - 周參見南交流道間）。截止至2016年，三重縣區間與和歌山縣區間尚未連接。
本道路的高速公路編號在三重縣區間以及和歌山縣區間與熊野尾鷲道路、熊野道路、新宮紀寶道路、那智勝浦新宮道路、周參見串本道路、阪和自動車道（南紀田邊交流道 - 和歌山系統交流道間）被共同編為 E42 。

## 交流道
- 交流道（IC）編號欄的背景色為■顯示該部分道路已經啟用。設施欄的背景色為■顯示路段未啟用或休止的設施。
- IC為交流道的簡寫，JCT為系統交流道的簡寫，SA為服務區的簡寫，PA為停車區（日语：パーキングエリア）的簡寫，TB為公路收費站的簡寫。

### 勢和多氣JCT－尾鷲北IC間
- 全線位於三重縣內。

| IC 編號                                     | 中文設施名   | 日文設施名 | 英文設施名 | 接續路線名              | 勢和多氣JCT 起計（公里） | 備註                         | 所在地          | 所在地          | 所在地 |
| ------------------------------------------- | ------------ | ---------- | ---------- | ----------------------- | ------------------------ | ---------------------------- | --------------- | --------------- | ------ |
| 39-1                                        | 勢和多氣JCT  |            |            | E23 伊勢自動車道        | 0.0                      |                              | 多氣郡          | 多氣町          |        |
| 39                                          | 勢和多氣IC   |            |            | 國道42號                | 0.7                      |                              | 多氣郡          | 多氣町          |        |
| -                                           | 奧伊勢PA     |            |            | -                       | 7.8                      |                              | 多氣郡          | 大台町          |        |
| 1                                           | 大宮大台IC   |            |            | 國道42號                | 13.4                     |                              | 多氣郡          | 大台町          |        |
| 2                                           | 紀勢大內山IC |            |            | 三重縣道68號紀勢Inter線 | 23.8                     |                              | 度會郡 大紀町   | 度會郡 大紀町   |        |
| -                                           | 大紀TB       |            |            | -                       | 24.4                     | 公路收費站                   | 度會郡 大紀町   | 度會郡 大紀町   |        |
| 3                                           | 紀伊長島IC   |            |            | 國道422號               | 34.1                     | 此起至尾鷲北IC為止為免費路段 | 北牟婁郡 紀北町 | 北牟婁郡 紀北町 |        |
| -                                           | 紀北PA       |            |            | -                       | 41.8                     |                              | 北牟婁郡 紀北町 | 北牟婁郡 紀北町 |        |
| 4                                           | 海山IC       |            |            | 國道42號                | 49.2                     |                              | 北牟婁郡 紀北町 | 北牟婁郡 紀北町 |        |
| 5                                           | 尾鷲北IC     |            |            | 國道425號               | 55.3                     |                              | 尾鷲市          | 尾鷲市          |        |
| E42 一般國道42號熊野尾鷲道路 熊野、新宮方向 |              |            |            |                         |                          |                              |                 |                 |        |

### 南紀田邊IC－周參見南IC間
- 全線位於和歌山縣內。

| IC 編號            | 中文設施名        | 日文設施名 | 英文設施名 | 接續路線名                                             | 起點起計（公里） | 備註                                         | 所在地   | 所在地   | 所在地 |
| ------------------ | ----------------- | ---------- | ---------- | ------------------------------------------------------ | ---------------- | -------------------------------------------- | -------- | -------- | ------ |
| E42 阪和自動車道   |                   |            |            |                                                        |                  |                                              |          |          |        |
| 34                 | 南紀田邊IC        |            |            | 國道42號（田邊西繞道）                                 | 0.0              | 阪和道（收費路段）與平面接續，併設公路收費站 | 田邊市   | 田邊市   |        |
| -                  | 救急車緊急退出路  |            | /          | -                                                      | ↓                | 紀南醫院接續 只設於上行線 一般車輛不可使用   | 田邊市   | 田邊市   |        |
| 35                 | 上富田IC          |            |            | 國道42號                                               | 7.9              | 此起往周參見南IC為止為免費路段               | 西牟婁郡 | 上富田町 |        |
| -                  | 道之驛Kuchikumano |            | /          | -                                                      | 9.2              | 只限上行線可以使用                           | 西牟婁郡 | 上富田町 |        |
| 36                 | 南紀白濱IC        |            |            | 國道42號 白濱機場花線（縣道） 和歌山縣道34號白濱溫泉線 | 14.4             |                                              | 西牟婁郡 | 白濱町   |        |
| 37                 | 日置川IC          |            |            | 和歌山縣道37號日置川大塔線                             | 23.7             |                                              | 西牟婁郡 | 白濱町   |        |
| 38                 | 周參見IC          |            |            | 和歌山縣道38號周參見古座線                             | 29.9             |                                              | 西牟婁郡 | 周參見町 |        |
| 39                 | 周參見南IC        |            |            | 和歌山縣道36號上富田周參見線                           | 39.3             |                                              | 西牟婁郡 | 周參見町 |        |
| E42 周參見串本道路 |                   |            |            |                                                        |                  |                                              |          |          |        |

## 歷史
- 2005年（平成17年）12月19日 : NEXCO中日本宣布路線名稱為「紀勢自動車道」。
- 2006年（平成18年）3月11日 : 勢和多氣系統交流道 - 大宮大台交流道間 通車[4]。
- 2009年（平成21年）2月5日 : 奧伊勢停車區 開業[5]。
- 2009年（平成21年）2月7日 : 大宮大台交流道 - 紀勢大内山交流道間 通車[5]。
- 2010年（平成22年）6月28日 : 全線開始實施高速公路免費化社會實驗。
- 2010年（平成22年）11月29日 : 三瀨隧道內發生3台大型卡車相撞並起火的事故。3人死亡，4人輕重傷。
- 2011年（平成23年）6月19日 : 免費化社會實驗結束。
- 2012年（平成24年）3月20日 : 海山交流道 - 尾鷲北交流道間 通車[6][7]。
- 2013年（平成25年）3月24日 :  紀勢大内山交流道 - 紀伊長島交流道間 通車[8]。
- 2014年（平成26年）3月30日 : 紀伊長島交流道 - 海山交流道間 通車[9]。
- 2015年（平成27年）5月28日 : 紀南河川國道事務所宣布南紀田邊交流道 - 周參見南交流道間為「紀勢自動車道」[10]。
- 2015年（平成27年）6月28日 : 紀北停車區 開業[11]。
- 2015年（平成27年）7月12日 : 南紀田邊交流道 - 南紀白濱交流道間 通車[12]。
- 2015年（平成27年）8月30日 : 南紀白濱交流道 - 周參見南交流道間 通車[13]。

## 路線狀況

### 車道、速限與收費
| 區間                                | 車道 上下線=上行線+下行線 | 速限   | 收費 |
| ----------------------------------- | ------------------------- | ------ | ---- |
| 勢和多氣系統交流道 - 紀伊長島交流道 | 2=1+1 （暫定2車道）       | 70km/h | 收費 |
| 紀伊長島交流道 - 尾鷲北交流道       | 2=1+1 （暫定2車道）       | 70km/h | 免費 |
| 南紀田邊交流道 - 周參見南交流道     | 2=1+1 （暫定2車道）       | 70km/h | 免費 |

幾乎全線都是暫定2車道的配置模式，途中奥伊勢停車區附近的1.5 公里路段與菅谷川橋附近的1.4 公里路段分別設有超車道。

### 隧道與主要橋梁
| 區間                              | 構造物名稱   | 長度      | 備註                       |
| 勢和多氣交流道 - 奥伊勢停車區     | 色太隧道     | 414公尺   |                            |
| 勢和多氣交流道 - 奥伊勢停車區     | 神瀨隧道     | 720公尺   |                            |
| 奥伊勢停車區 - 大宮大台交流道     | 三瀨隧道     | 600m      |                            |
| 奥伊勢停車區 - 大宮大台交流道     | 紀勢宮川橋   | 537m      | 2005年度土木學會田中賞得獎 |
| 奥伊勢停車區 - 大宮大台交流道     | 船木隧道     | 1,062公尺 |                            |
| 大宮大台交流道 - 紀勢大内山交流道 | 菅合隧道     | 2,271公尺 |                            |
| 大宮大台交流道 - 紀勢大内山交流道 | 瀧邊隧道     | 290公尺   |                            |
| 大宮大台交流道 - 紀勢大内山交流道 | 毘沙野隧道   | 154公尺   |                            |
| 大宮大台交流道 - 紀勢大内山交流道 | 阿曾隧道     | 768公尺   |                            |
| 大宮大台交流道 - 紀勢大内山交流道 | 大紀隧道     | 1,716公尺 |                            |
| 大宮大台交流道 - 紀勢大内山交流道 | 柏野隧道     | 1,062公尺 |                            |
| 大宮大台交流道 - 紀勢大内山交流道 | 崎隧道       | 180公尺   |                            |
| 紀勢大内山交流道 - 紀伊長島交流道 | 駒隧道       | 1,205公尺 |                            |
| 紀勢大内山交流道 - 紀伊長島交流道 | 蘆谷隧道     | 444公尺   |                            |
| 紀勢大内山交流道 - 紀伊長島交流道 | 真弓隧道     | 700公尺   |                            |
| 紀勢大内山交流道 - 紀伊長島交流道 | 川口隧道     | 920公尺   |                            |
| 紀勢大内山交流道 - 紀伊長島交流道 | 紀勢荷坂隧道 | 2,986公尺 | 紀勢自動車道 最長          |
| 紀伊長島交流道 - 紀北停車區       | 紀伊長島隧道 | 1,040公尺 |                            |
| 紀伊長島交流道 - 紀北停車區       | 加田隧道     | 543公尺   |                            |
| 紀伊長島交流道 - 紀北停車區       | 古里第三隧道 | 411公尺   |                            |
| 紀伊長島交流道 - 紀北停車區       | 古里第二隧道 | 430公尺   |                            |
| 紀伊長島交流道 - 紀北停車區       | 古里第一隧道 | 561公尺   |                            |
| 紀伊長島交流道 - 紀北停車區       | 新道瀨隧道   | 2,041公尺 |                            |
| 紀北停車區 - 海山交流道           | 始神隧道     | 1,465公尺 |                            |
| 紀北停車區 - 海山交流道           | 海山隧道     | 1,591公尺 |                            |
| 海山交流道 - 尾鷲北交流道         | 高丸山隧道   | 2,612公尺 |                            |
| 海山交流道 - 尾鷲北交流道         | 馬越隧道     | 2,272公尺 |                            |

#### 隧道數
| 區間                                | 上行線 | 下行線 |
| ----------------------------------- | ------ | ------ |
| 勢和多氣系統交流道 - 勢和多氣交流道 | 0      | 0      |
| 勢和多氣交流道 - 奥伊勢停車區       | 2      | 2      |
| 奥伊勢停車區 - 大宮大台交流道       | 2      | 2      |
| 大宮大台交流道 - 紀勢大内山交流道   | 7      | 7      |
| 紀勢大内山交流道 - 紀伊長島交流道   | 5      | 5      |
| 紀伊長島交流道 - 紀北停車區         | 6      | 6      |
| 紀北停車區 - 海山交流道             | 2      | 2      |
| 海山交流道 - 尾鷲北交流道           | 2      | 2      |
| 合計                                | 26     | 26     |

紀勢自動車道全線幾乎都是雙向2車道的配置方式，因此隧道與橋梁並非上下線分開計算，而是合計為一座。

### 道路管理者
- 中日本高速公路 名古屋支社
  - 津保全・服務中心：勢和多氣系統交流道 - 紀伊長島交流道
- 國土交通省 中部地方整備局
  - 紀勢國道事務所 : 紀伊長島交流道 - 尾鷲北交流道
- 國土交通省 近畿地方整備局
  - 紀南河川國道事務所 : 南紀田邊交流道 - 周參見南交流道

#### 公路廣播
- 紀勢荷坂 （紀勢大内山交流道 - 紀伊長島交流道）

### 交通量
※僅三重縣區間
24小時交通量（台）　道路交通調查
| 區間                                | 平成22（2010）年度 |
| ----------------------------------- | ------------------ |
| 勢和多氣系統交流道 - 勢和多氣交流道 | 11,713             |
| 勢和多氣交流道 - 大宮大台交流道     | 11,713             |
| 大宮大台交流道 - 紀勢大内山交流道   | 8,510              |
| 紀勢大内山交流道 - 紀伊長島交流道   | 調査當時未通車     |
| 紀伊長島交流道 - 海山交流道         | 調査當時未通車     |
| 海山交流道 - 尾鷲北交流道           | 調査當時未通車     |

（來源：「平成22年度道路交通調查 （页面存档备份，存于）」（自國土交通省首頁摘取資料作成）
- 平成22年度調査期間中之收費路段全線正在實施高速公路免費化社會實驗。

## 地理

### 通過自治體
- 三重縣
  - 多氣郡多氣町 - 多氣郡大台町 - 度會郡大紀町 - 多氣郡大台町 - 度會郡大紀町 - 北牟婁郡紀北町 - 尾鷲市
- 和歌山縣
  - 田邊市 - 西牟婁郡上富田町 - 西牟婁郡白濱町 - 西牟婁郡周參見町

### 連接高速公路
- E23 伊勢自動車道（於勢和多氣系統交流道連接）
- E42 熊野尾鷲道路（預訂於尾鷲北交流道直接連接 : 事業中）
- E42 阪和自動車道（於南紀田邊交流道直接連接）
- E42 周參見串本道路（預定於周參見南交流道直接連接 : 事業中）

## 相片集

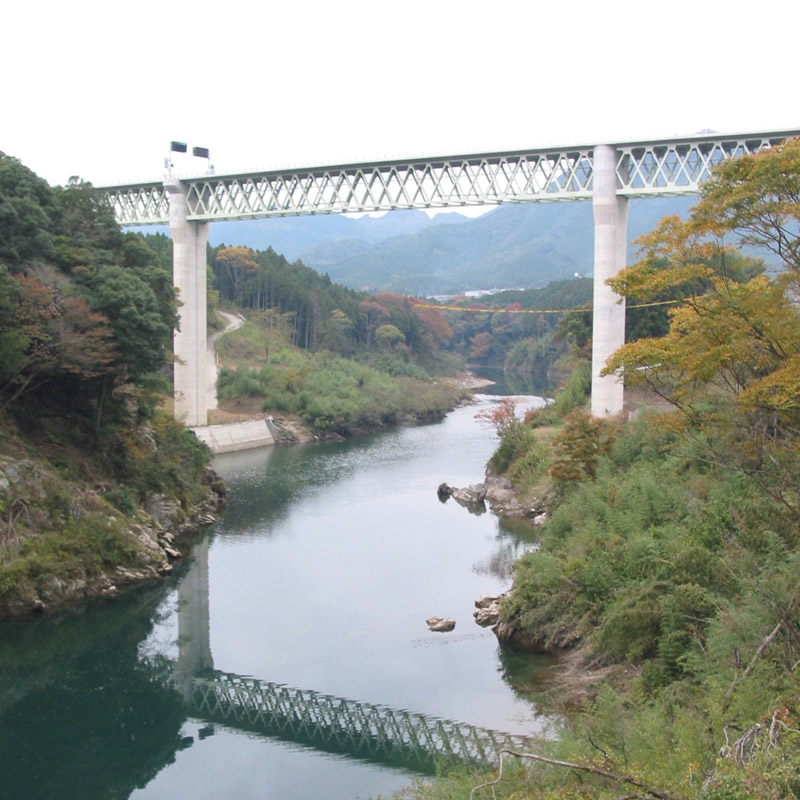
紀勢宮川橋
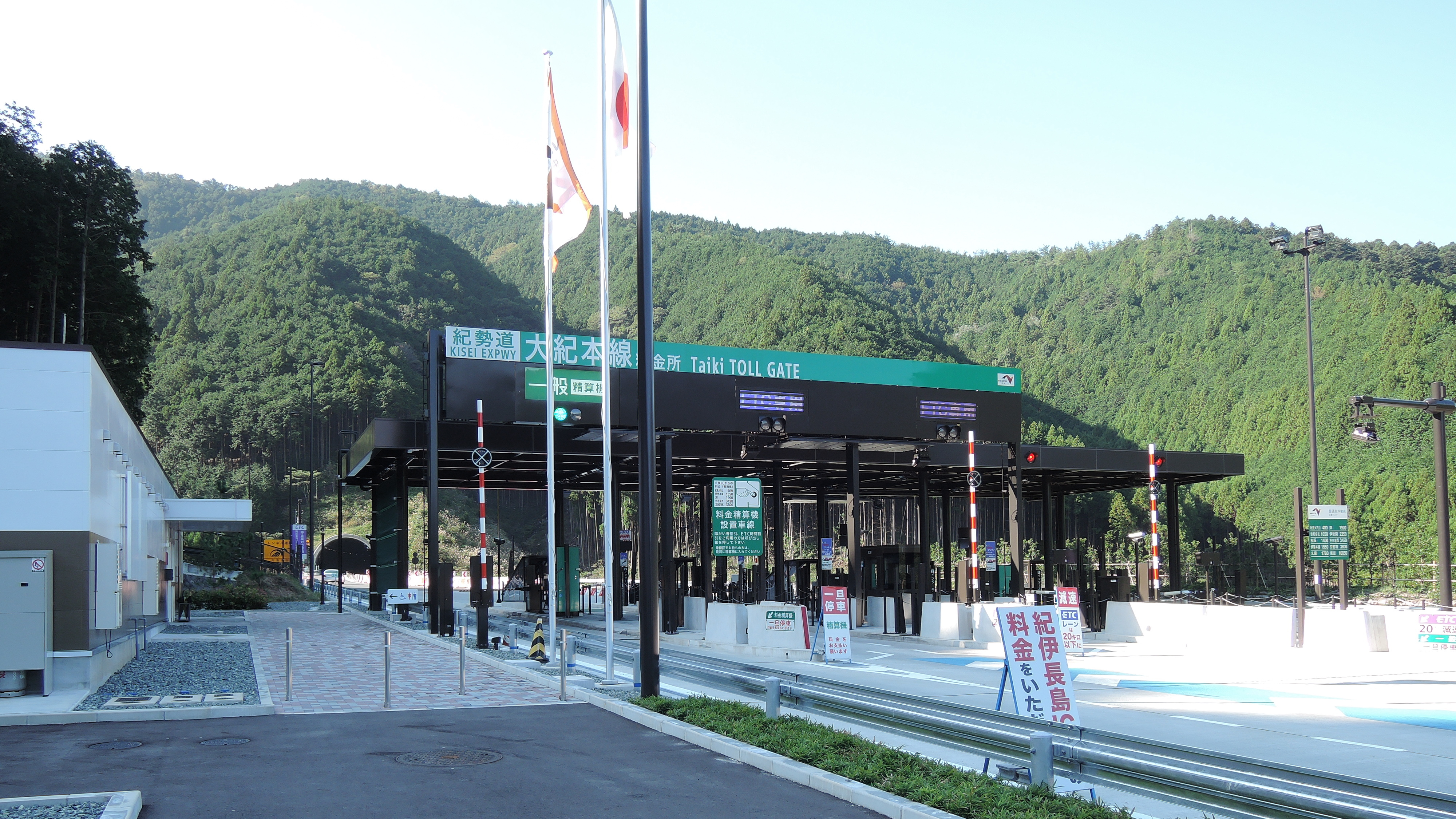
大紀主線收費站

## 相關項目
- 高規格幹線道路
- 高速自動車國道
- 近畿地方道路列表

## 外部連結
- 中日本高速公路 （页面存档备份，存于）
- 近畿自動車道紀勢線 紀勢自動車道 - 國土交通省中部地方整備局紀勢國道事務所
- 近畿自動車道 紀勢線（田邊 - 周參見） （页面存档备份，存于） - 國土交通省近畿地方整備局紀南河川國道事務所
- 近畿自動車道 紀勢線（周參見 - 太地・新宮 - 大泊） （页面存档备份，存于） - 國土交通省近畿地方整備局紀南河川國道事務所
- 和歌山縣高規格幹線道路（近畿自動車道紀勢線） - 和歌山縣縣土整備部道路局道路政策課